# Brauerei Beckh

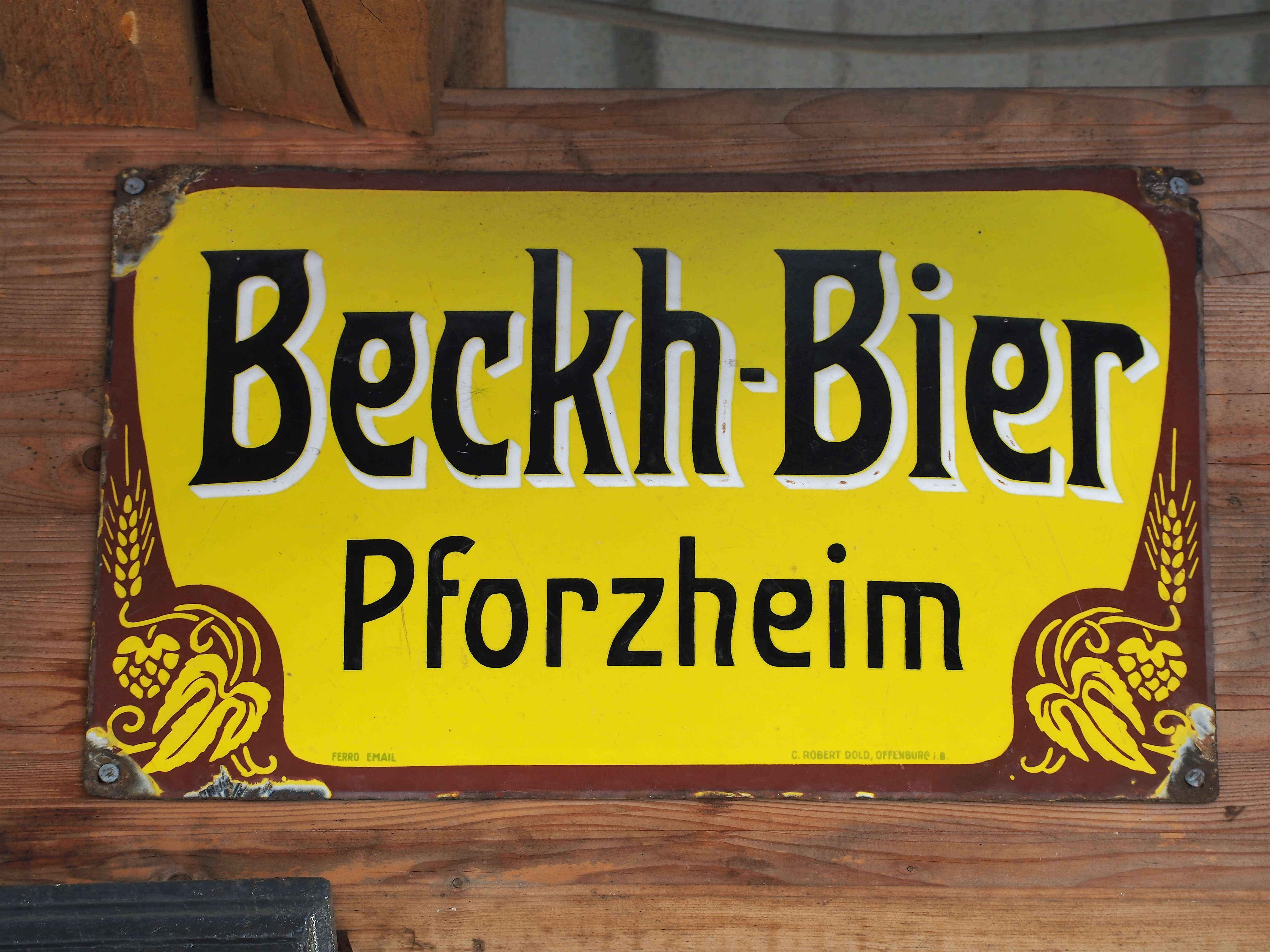
Beckh-Bier, Emaille-Werbung-Schild

Die Brauerei Beckh war die „größte und älteste Brauerei Pforzheims“. Die Brauerei bestand von 1861 bis 1983. Die Brauerei ist auch als  House and Office of the Brothers Beckh Brewery in Pforzheim bekannt und wurde im Jahre 1904 unter dieser Bezeichnung in den USA publik gemacht.

## Geschichte
Der Betrieb wurde von vier Generationen der Familie Beckh geführt:
Der Bierbrauer und Küfer Christoph Beckh (1828–1885) aus Wilferdingen pachtete 1855 die in Pforzheim befindliche Brauerei Ungerer an der Westlichen Karl-Friedrich-Straße 47. Um 1861 erwarb er ein Gebäude am Markt 4 das er zu seiner neuen Brauerei ausbaute. 
Nach dem Tod des Firmengründers im Jahre 1885, führten die Söhne des Firmengründers, Adolf und Christoph, die Geschäfte weiter. Die Gebrüder Beckh eröffneten 1904 das Gasthaus „Zum Beckh“, Hauptausschank der Brauerei Beckh, am Marktplatz 4. Für den Umbau ließen sie sich Entwürfe von dem Pforzheimer Architekten Ernst Maler sowie von dem Karlsruher Architekten Hermann Billing liefern.
Im Jahr 1923 wandelten die Enkel des Firmengründers (Adolf Beckh und Christoph Beckh) die als Offene Handelsgesellschaft geführte Brauerei in eine Familien-Aktiengesellschaft um. Der Brauereibetrieb wurde zu einer der modernsten Brauereien Badens in den 1930er Jahren ausgebaut. Christoph Beckh, promovierter Jurist und Enkel des Firmengründers Christoph Beckh, verstarb als deutscher Kriegsgefangener in Russland. Der andere Enkel des Firmengründers, der diplomierte Braumeister Adolph Beckh, kam beim Luftangriff auf Pforzheim am 23. Februar 1945 um. 
Die Geschäftsleitung wurde anschließend vom Schwiegersohn von Christoph Beckh, Walther Saacke, übernommen. Dieser wandelte den Betrieb im Jahr 1973 in eine GmbH um. Nachdem im Jahre 1982 die Brauerei Dinkelacker die Mehrheit der AG übernommen hatte, wurde die Pforzheimer Brauerei Beckh GmbH an der Westlichen Karl-Friedrich-Straße 184 geschlossen. Die zwischen der Maximilianstraße und der Westlichen Karl-Friedrich-Straße befindlichen Brauereigebäude wurden 1986 abgebrochen.